# Шелепуська волость
Шелепуська волость — історична адміністративно-територіальна одиниця Черкаського повіту Київської губернії з центром у селі Шелепухи.
Станом на 1886 рік складалася з 9 поселень, 9 сільських громад. Населення — 5252 особи (2542 чоловічої статі та 2710 — жіночої), 775 дворових господарств.
|                     | Площа, десятин | У тому числі орної, дес. |
| ------------------- | -------------- | ------------------------ |
| Сільських громад    | 3428           | 1616                     |
| Приватної власності | 9791           | 1075                     |
| Іншої власності     | 145            | 90                       |
| Загалом             | 13364          | 2781                     |

Поселення волості:
- Шелепухи — колишнє власницьке село, 1085 осіб, 340 дворів, православна церква, школа, постоялий будинок, лавка. За 6 верст — паровий лісопильний завод. За 13 верст — лісопильний завод.
- Березняки — колишнє власницьке село, 645 осіб, 93 двори, православна церква, постоялий будинок.
- Кумейки — колишнє власницьке село, 1039 осіб, 164 двори, православна церква, школа, постоялий будинок, лавка.
- Михайлівка — колишнє власницьке село, 722 особи, 111 дворів, православна церква, школа, постоялий будинок.
- Плеваки — колишнє власницьке село, 545 осіб, 74 двори, постоялий будинок.
- Софіївка — колишнє власницьке село, 746 осіб, 125 дворів, лікарня, постоялий будинок.

Старшинами волості були:
- 1909—1915 роках — Яків Авдійович Задорожній[2],[3],[4],[5],[6].